# Iglesia de San Bartolomé de Bajande

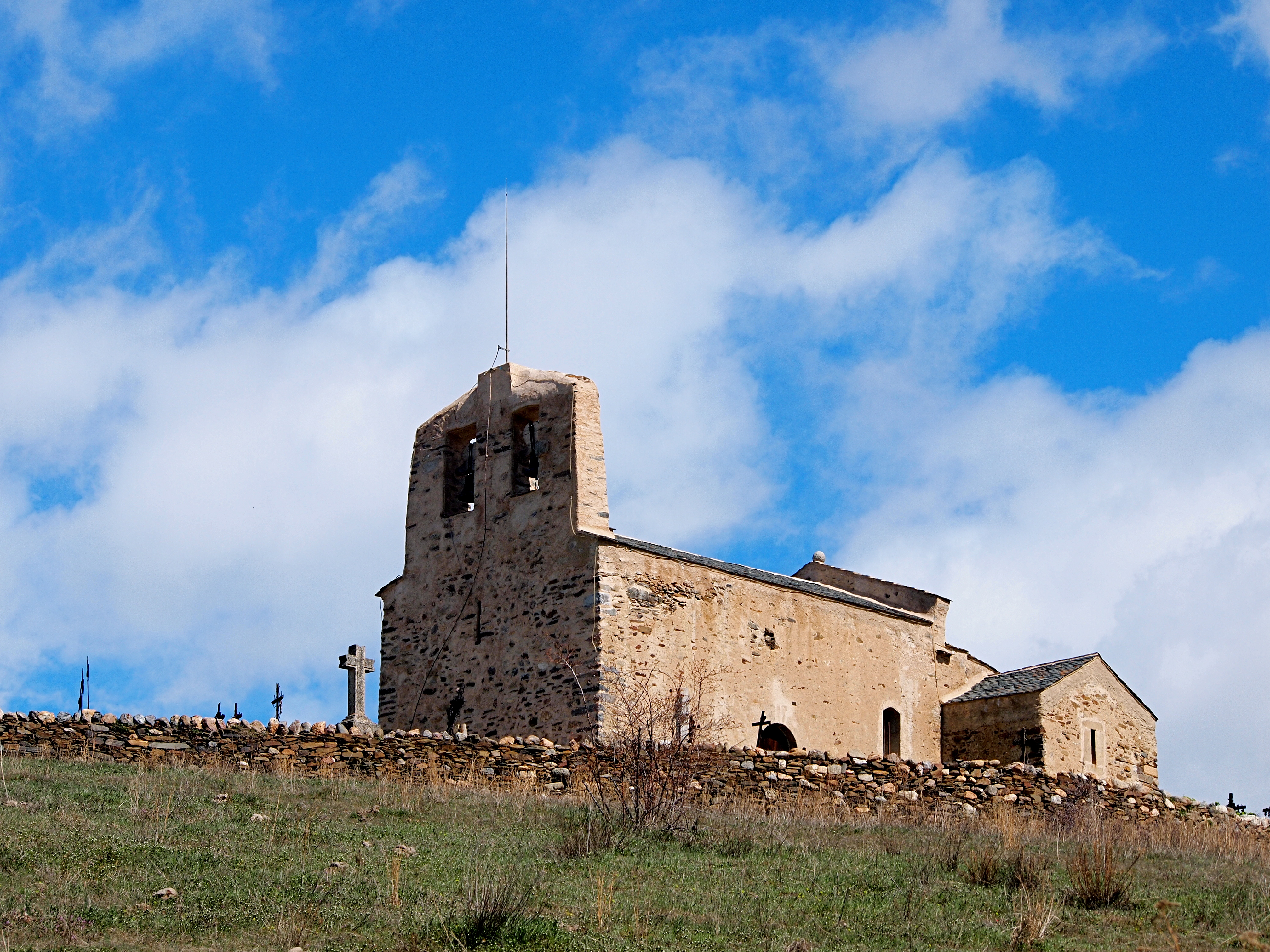
Iglesia de San Bartolomé de Bajande

La iglesia de Sant Bartomeu de Bajande (en castellano, San Bartolomé; en francés, Saint-Barthélemy) se encuentra en la pequeña entidad de población de Bajande perteneciente al municipio de Estavar en la comarca de la Alta Cerdaña (Francia).
Está citada como parroquia en el acta de consagración de la catedral de la Seo de Urgel de finales del siglo X.

## Edificio
Es un edificio románico cuya construcción está datada de finales del siglo XI o principios del siglo XII con diversas reformas posteriores.
Consta de planta rectangular con ábside semicircular con bóveda de cuarto de esfera. Tiene dos ventanas, una en el centro del tambor del ábside y otra muy estrecha en la fachada de poniente, este muro tiene una altura doble que el resto de las paredes de la iglesia y es el que forma el campanario de espadaña de dos huecos de forma rectangular sin ningún arco en su parte superior.
En las reformas del año 1747 se construyó la sacristía adosada en la parte meridional del ábside. Posee un retablo de estilo barroco del año 1743, que ocupa toda la parte interior del ábside. Conserva en su interior una pila bautismal de forma abombada de setenta y cinco centímetros de boca.